# 陸前浜田駅

陸前浜田駅付近の路線図

陸前浜田駅（りくぜんはまだえき）は、宮城県宮城郡利府町赤沼字井戸尻にある、東日本旅客鉄道（JR東日本）仙石線の駅である。仙石線で唯一利府町にある駅となる。

## 歴史
- 1927年（昭和2年）4月18日：宮城電気鉄道の浜田駅（はまだえき）として開業[1]。
- 1944年（昭和19年）5月1日：宮城電気鉄道の国有化により[1]、運輸通信省の駅となる。同時に陸前浜田駅に改称[1]。
- 1987年（昭和62年）4月1日：国鉄分割民営化により、東日本旅客鉄道（JR東日本）の駅となる[1]。
- 2003年（平成15年）10月26日：ICカード「Suica」の利用が可能となる[4]。
- 2011年（平成23年）
  - 3月11日：東日本大震災による津波の影響を受けたが、駅舎自体が簡易なものであったためか、線路等設備の被害は少なかった。
  - 5月28日：東塩釜駅 - 高城町駅間が運転を再開[5]。
  - 10月1日：駅前ロータリーの供用開始に伴い、ミヤコーバスによる利府駅 - 葉山 - 当駅間の路線バスが運行を開始。
- 2024年（令和6年）10月1日：えきねっとQチケのサービスを開始[2][6]。

## 駅構造
単式ホーム1面1線を有する地上駅である。
多賀城駅管理の無人駅である。待合室内に乗車駅証明書発行機が、ホーム入口に簡易Suica改札機がある。

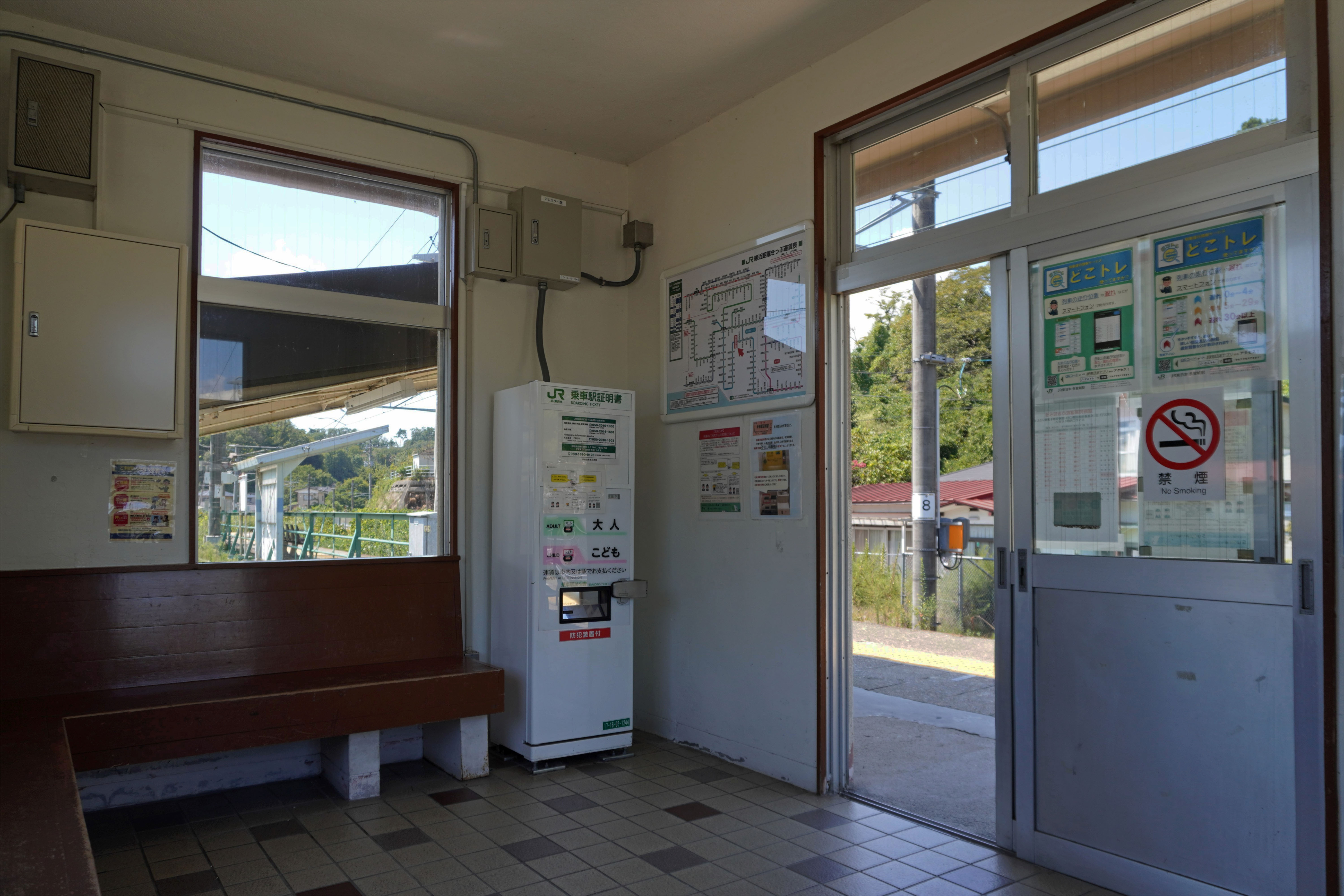
待合室（2023年8月）
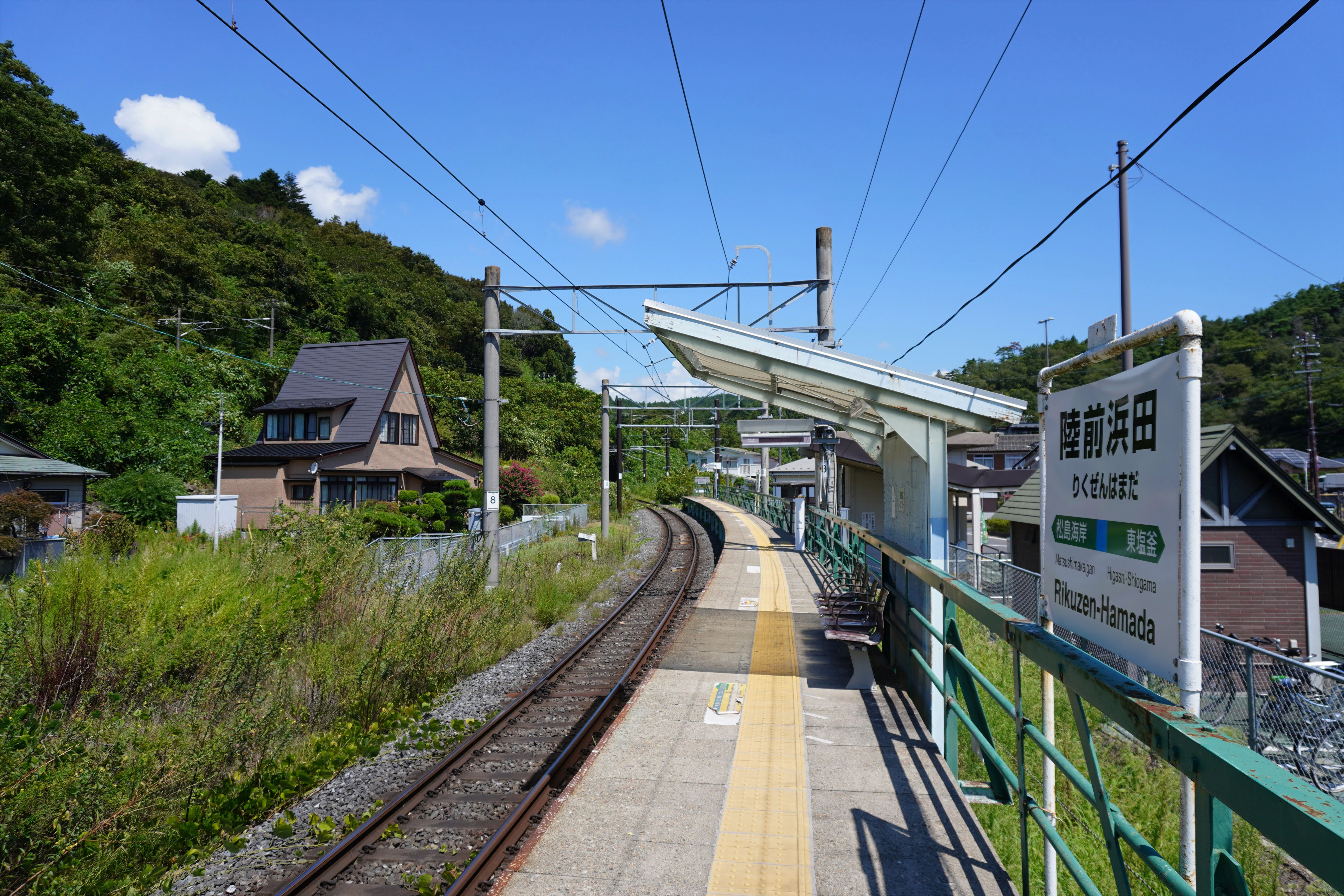
ホーム（2023年8月）

## 利用状況
2008年度（平成20年度）の乗車人員は、1日平均125人である。また現在の仙石線は全列車が各駅停車となっているが、現在でも臨時列車で快速列車が設定される場合には一部の列車が通過となる。

## 駅周辺
当駅の前後で東北本線がほぼ並行して走っており、松島駅・塩釜駅間の列車から浜田漁港など当駅周りの景色を一望できる。松島海岸方で東北本線の線路の下をくぐる。
- 浜田漁港
- 双観山
- ホテル浦島荘
- 浜田保育所
- 浜田簡易郵便局
- 国道45号
- ミヤコーバス「陸前浜田駅前」停留所

## 隣の駅
東日本旅客鉄道（JR東日本）
■仙石線
東塩釜駅 - 陸前浜田駅 - 松島海岸駅